# Que el cel la jutgi
Que el cel la jutgi (títol original en anglès Leave Her to Heaven) és una pel·lícula estatunidenca dirigida per John M. Stahl i estrenada l'any 1945. Va estar doblada al català el 1996.
És una pel·lícula negra de thriller psicològic protagonitzada per Gene Tierney, Cornel Wilde, Jeanne Crain i Vincent Price. Segueix un famos que es casa amb una destacada novel·lista, la qual cosa provoca en ella una gelosia violenta, obsessiva i perillosa. Està basada en la novel·la homònima de 1944 de Ben Ames Williams, adaptada per la guionista Jo Swerling.
Rodada en Technicolor, el rodatge va tenir lloc a diversos llocs de Califòrnia, així com Arizona i Nou Mèxic l'estiu de 1945. Que el cel la jutgi es va estrenar als Estats Units el 20 de desembre de 1945. La pel·lícula va ser un èxit de taquilla, que va recaptar més de 8 milions de dòlars, i va ser la pel·lícula més taquillera de la Twentieth Century-Fox de tota la dècada.
En les dècades posteriors al seu llançament, va obtenir un seguiment de culte i ha estat objecte de crítiques cinematogràfiques per la seva única difuminació de gèneres, amb elements de cinema negre, thrillers psicològics i melodrames. També s'ha destacat per les seves nombroses referències visuals i narratives a figures de la mitologia grega. El títol de la pel·lícula està extret de Hamlet de William Shakespeare, en què el fantasma insta Hamlet a no buscar venjança contra la reina Gertrudis, sinó a "deixar-la al cel, i a aquelles espines que s'allotgen al seu pit per punxar-la i picar-la".
El 2018, la pel·lícula va ser seleccionada per al National Film Registry dels Estats Units per la Biblioteca del Congrés com a "important culturalment, històricament o estèticament".

## Argument
Richard Harland (Cornel Wilde), un jove escriptor, coneix en un tren a Ellen, una bellíssima dona (Gene Tierney) amb la qual es casarà pocs dies després. La vida sembla somriure'ls, però Ellen és tan possessiva que tot començarà a torçar-se quan es nega a compartir a Richard amb el seu germà malalt Darryl, el seu amic Leick, i fins i tot amb la seva pròpia família.

## Comentaris
Pel·lícula considerada com una de les obres mestres del melodrama dels anys quaranta. De fet, és el film més conegut de Stahl que, segons els llibres d'història del cinema, compartiria el tron del gènere al costat de Douglas Sirk. Es basa en una novel·la escrita per Ben Ames Williams el 1944, adaptada per Jo Swerling i produïda per la 20th Century Fox. No és un melodrama a l'ús, sinó que combina elements romàntics amb altres més propis del cinema negre, el que la fa brillar amb llum pròpia enfront d'altres pel·lícules similars. En aquest sentit, cal ressaltar el fort contrast que hi ha entre la negror de la trama -amb algunes escenes realment esgarrifoses- i l'exuberant Technicolor utilitzat per al rodatge. És un film rural -o rústic- perquè es desenvolupa en localitzacions on la natura té un paper essencial, allunyant-se de la brutalitat urbana tan típica del noir. I també és un film lluminós: aquí no cal amagar-se en carrerons foscos ni esperar la caiguda del sol per cometre actes impurs.
La pel·lícula posa de manifest com darrere d'un rostre bell pot amagar-se un monstre paranoic i desequilibrat. Gene Tierney prova de carregar al seu marit el mort del seu propi assassinat, que ha planejat de manera minuciosa i amorosa. Per a aquesta dona-criatura, follament enamorada del seu pare, l'home no és res més que una presa fútil que enveja i cobeja, per després rebutjar-la i menysprear-la.

## Repartiment

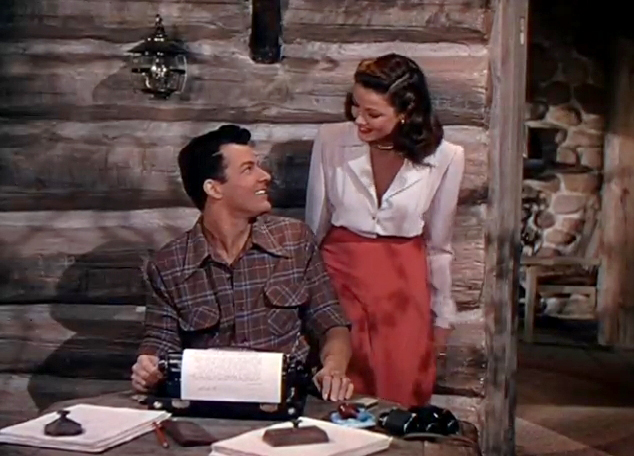
Cornel Wilde i Gene Tierney al film.

- Gene Tierney: Ellen Berent
- Cornel Wilde: Richard Harland
- Jeanne Crain: Ruth Berent
- Vincent Price: Russell Quinton
- Mary Philips: Senyora Berent
- Ray Collins: Glen Robie
- Darryl Hickman: Danny Harland
- Chill Wills: Leick Thome
- Gene Lockhart: El doctor Saunders
- Reed Hadley: El doctor Mason
- Paul Everton: El jutge
- Harry Depp: Catterson